# Langendorf (Zülpich)
Langendorf is een plaats in de Duitse gemeente Zülpich, deelstaat Noordrijn-Westfalen, en telt 274 inwoners (31 december 2010). De Ortsvorsteher (een soort burgemeester van een deelgemeente) is Paul Trimborn.

## Geografie
Langendorf ligt aan de noordrand van de Eifel. Plaatsen in de buurt zijn Juntersdorf, Hoven, Merzenich en Eppenich. De B265 loopt dwars door het lintdorp.

## Geschiedenis
In 893 werd Langendorf voor het eerst genoemd als bezit van het vorstendom Prüm. De naam van de plaats is afgeleid van “zum langen Dorf”, hetgeen overeenkomt met de vorm van het dorp: een langgerekte straat omgeven door bebouwing.
Als zelfstandige gemeente hoorde Langendorf in de Franse bezettingstijd bij het kanton Zülpich, en later bij Sinzenich. Op 1 juli 1969 werd Langendorf administratief ingedeeld bij Zülpich.